# Australosymmerus fuscinervis
Australosymmerus fuscinervis är en tvåvingeart som först beskrevs av Edwards 1921.  Australosymmerus fuscinervis ingår i släktet Australosymmerus och familjen hårvingsmyggor. Inga underarter finns listade i Catalogue of Life.